# Eurodjango
Der Eurodjango ist ein europäischer Jazzpreis, der nach dem Vorbild des zuerst 1992 vergebenen Django d’Or (Frankreich) vergeben wird. Bisher waren Preisträger:
2007:
Vergabe in Luxemburg am 1. Dezember.
- Neues Talent: Gianluca Petrella, Italien (Posaune)
- Etablierter Musiker (European Master of Jazz): Philip Catherine, Belgien
- Legende des Jazz: Martial Solal, Frankreich

2000:
Vergabe in Brüssel:
- Zeitgenössischer Musiker (Contemporary of Jazz): Nathalie Loriers
- Etablierter Musiker (Master of Jazz): Arne Domnérus
- Spezialpreis: Michel Petrucciani